# 浙江都指挥使司
浙江都指挥使司，明朝十六个都指挥使司之一。
洪武三年（1370年）十二月置杭州都卫。治杭州府。洪武八年（1375年）十月改都卫为浙江都指挥使司。洪武九年（1376年）六月改浙江行中书省为浙江承宣布政使司。浙江都指挥使司属于左军都督府。

## 下辖卫所
- 杭州前卫、杭州右卫、台州卫、宁波卫、处州卫、绍兴卫、海宁卫、昌国卫、温州卫、临山卫、松门卫、金乡卫、定海卫、海门卫、磐石卫、观海卫、海宁千户所、衢州千户所、严州千户所、湖州千户所

后来改制：
- 杭州前卫、杭州后卫、台州卫、宁波卫、处州卫、绍兴卫、海宁卫、昌国卫、温州卫、临山卫、松门卫、金乡卫、海门卫、定海卫、磐石卫、观海卫、海宁千户所、衢州千户所、严州千户所、湖州千户所、金华千户所、澉浦千户所，
- 添设：乍浦千户所、三江千户所、定海后千户所、定海中左千户所、定海中中千户所、沥海千户所、三山千户所、大嵩千户所、霩戺千户所、龙山千户所、石浦前千户所、石浦后千户所、爵谿千户所、钱仓千户所、水军千户所、新河千户所、桃渚千户所、健跳千户所、隘顽千户所、楚门千户所、平阳千户所、里安千户所、海安千户所、蒲门千户所、壮士千户所、沙园千户所、蒲岐千户所、宁村千户所、新城千户所（旧有，后革）